# إعانات البطالة
إعانات البطالة أو منفعة البطالة أو الدعم للعاطلين عن العمل هي جزء من نظام الضمان الإجتماعي تغطي بموجبها الحكومة أو مصلحة حكومية تأمين العمل بتعويض مالي للأفراد الذين فقدو عملهم . وهي إلزامية تشمل كل عامل، حيث تقوم الحكومة بحسم مبلغ معين من راتب كل عامل أثناء فترة اشتغاله، على أن تقوم بدفع له تعويضات شهرية وقت فقده عمله. أي أن الحكومة تؤمن بذلك جزءا من دخله الشهري وقت تعطله عن العمل يعوضه عن راتبه الذي كان يتقاضاه من صاحب العمل.
وفي بعض البلاد يقوم اتحاد العمال بتعويض العاطلين.

## فرنسا
تتبع فرنسا نظام توزع فيه إعانات البطالة من قبل جسم مستقل، يٌمثّل فيه إتحادات العمال وتنظيمات المشغلين بشكل متساو، ويُقدر الحد الأقصى لتعويضات التعطيل ب6900 يورو شهريا، ممثلا ل57.4% من معدل دخلهم اليومي في الشهور ال12 الأخيرة، بشرط ان يكونو عملو بحد أدنى 122 يوما خلال الشهور ال24 الأخيرة.

## إسرائيل
في إسرائيل، توزع إعانات البطالة من قبل مؤسسة التأمين الوطني، تتراوح فترة المساهمة المشروطة للدخول في النظام بين 300 و360 يوما، ويستطيع المسرحون من أعمالهم الحصول على الإعانات فورا، بينما على المستقيلين الانتظار 90 يوما قبل تقدمهم بطلبات الإعانة.
عادة لا تشمل إعانات البطالة سكان الكيبوتسات والموشاف، حيث يُغطي نظام الرفاه الاجتماعي في المستعمرات عادة تلك الإعانات.

### مناطق السلطة الفلسطينية
لا تطرح مسودة قانون الضمان الاجتماعي الفلسطيني أي تعويضات أو منافع للبطالة، بينما تنظّم العديد من المؤسسات موظفيها في برامج تعويضات نهاية الخدمة بشكل مستقل.

## المملكة العربية السعودية
السعودية هي دولة رفاه اجتماعي بخدمات طبية مجانية لمواطنيها فقط، تغطي الرعاية الطبية وتعويضات عن التعطيل. إلا انها لا تعتمد على الضرائب لدفع تلك التعويضات، ولكن تعتمد على عوائد النفط للحفاظ على الخدمات الاجتماعية والاقتصادية لسكانها، وتدفع حوالي 2000 ريال سعودي لمدة 12 شهرا فقط للمعطلين بين الاعمار 18 و35 سنة.

## البحرين
في عام 2006، أقرّت البحرين أول نظام تأمين ضد التعطل، يهدف إلى توفير الحماية ضد التعطل للعمال البحرينيين ويصرف تعويض التعطل للعمالة البحرينية على أساس شهري بنسبة 60% في المائة من أجر المؤمن عليه استناداً إلى معدل أجره الشهري خلال الاثنا عشر شهراً السابقة لتعطله. ويتراوح هذا التعويض بين 200 دينار بحريني شهريّاً كحد أدنى (530 دولاراً أمريكياً) و1,000 دينار بحريني (2,650 دولاراً أمريكياً) كحد أقصى، لمدة لا تتجاوز تسعة أشهر. ويجوز للعمّال المطالبة بهذا التعويض عدة مرات، إذا كانوا يعملون خلال الفترة الزمنية التي تفصل بين مطالبة وأخرى. ولكي يستفيد العمّال من التعويض، ينبغي أن يكونوا مسجّلين في الهيئة العامة للتأمين الاجتماعي (GOSI) لمدة 12 شهراً على الأقل، وألا يكونوا قد فُصلوا من العمل لأسباب تأديبية وألا يكونوا قد استقالوا طوعاً. وتتيح إعانة التعطل للبحرينيين الذين يبحثون عن عمل لأول مرة (أو لأولئك الذين عملوا لمدة لا تتجاوز السنة الواحدة، ما يجعلهم غير مؤهلين للحصول على تعويض التعطل) الحصول على مرتب شهري قدره 200 دينار بحريني (530 دولاراً أمريكياً) إذا كانوا من حملة الشهادة الجامعية، أو 150 ديناراً بحرينياً (398 دولاراً أمريكياً) في الحالات الأخرى. وتُصرف هذه الإعانة لمدة أقصاها ستة أشهر في غضون أي مدة من اثني عشر شهرًا. ويتعين على المستفيدين من هذه الإعانة متابعة برامج التدريب التي تقدمها وزارة العمل.

## الجزائر
في الجزائر تعطى منحة البطالة، بدون عمل مسبق او خصم لراتب فهي منحة رمزية من خزينة الدولة ومال العام يصب في مراتب العاطليين كل شهر. وتتضمن الاعانة الجانب الصحي كذلك، فالعاطل في الجزائر يأمن صحيا، و يعطى منحة مالية كل شهر. وطبقا لوضع العامل أو الموظف فقد يكون التعويض مبالغا شهرية صغيرة بالنسبة لما كان يتقاضاه من عمله. يكفي المبلغ في العادة لتغطية الحد الأدنى لمعيشة العامل أو الموظف وعائلته لفترة انتقالية حتى يعود إلى العمل. وهي جزء من ضمن الضمان الاجتماعي في الدول المتقدمة.
وتعطي تلك التعويضات فقط للعمال المسجلين بسبب البطالة، ويشترط في دفعها التأكد من نشاط المتعطل في بحثه عن عمل.
أقر رئيس الجزائر عبد المجيد تبون إعانة لشباب البطالة تقدر 15000دج شهريا لكل ستة اشهر قابلة لتجديد الى غاية سن 40 سنة، وتم تسجيل حوالى اثنين مليون عاطل عن العمل.

## اقرأ أيضًا
- تأمين
- تأمين على ممتلكات
- تأمين ضد البطالة
- تاريخ سريان المفعول
- بطالة